# Deroceras lothari
Deroceras lothari is een slakkensoort uit de familie van de Agriolimacidae. De wetenschappelijke naam van de soort is voor het eerst geldig gepubliceerd in 1973 door Giusti.